# Гробинский замок
Гробинский замок (нем. Schloss Grobin, латыш. Grobiņas pilsdrupas) — развалины средневекового замка с бастионами в центре латвийского города Гробини.
Кирпичный замок был возведён ливонскими рыцарями не позднее 1253 года. Разрушен в XVIII веке. По мнению некоторых историков, замок строил магистр ордена Дитрих из Гронингена, по другим данным магистр ордена Госвин из Херике. В 1263 году замок был сожжён. В XIV-XVI вв. многократно перестраивался. Окончательно заброшен в XVIII веке, когда Гробиня находилась во владении герцогов Курляндии.
По сведениям, приведенным на информационном стенде около руин, размеры замка составляли 72 на 40 м, с трехэтажным жилым корпусом в южном крыле и воротной башней посередине западной стены. В замке располагалась администрация Гробиньского края и резиденция фогта.
Гробинский замок входит в число памятников культурного наследия Латвии.